# Confédération des syndicats de Malte
La Confederation of Malta Trade Unions (CMTU - Confédération des syndicats de Malte) est une organisation syndicale de Malte. Elle est affiliée à la Confédération européenne des syndicats et à la Confédération syndicale internationale.